# 麥克盧斯基 (伊利諾伊州)
麥克盧斯基（英語：McClusky）是位於美國伊利諾伊州澤西縣的一個非建制地區。該地的面積和人口皆未知。

## 地理
麥克盧斯基的座標為39°02′16″N 90°19′13″W / 39.03778°N 90.32028°W，而該地的平均海拔高度為194米（即636英尺）。